# Openbare en privébibliotheken in Brugge

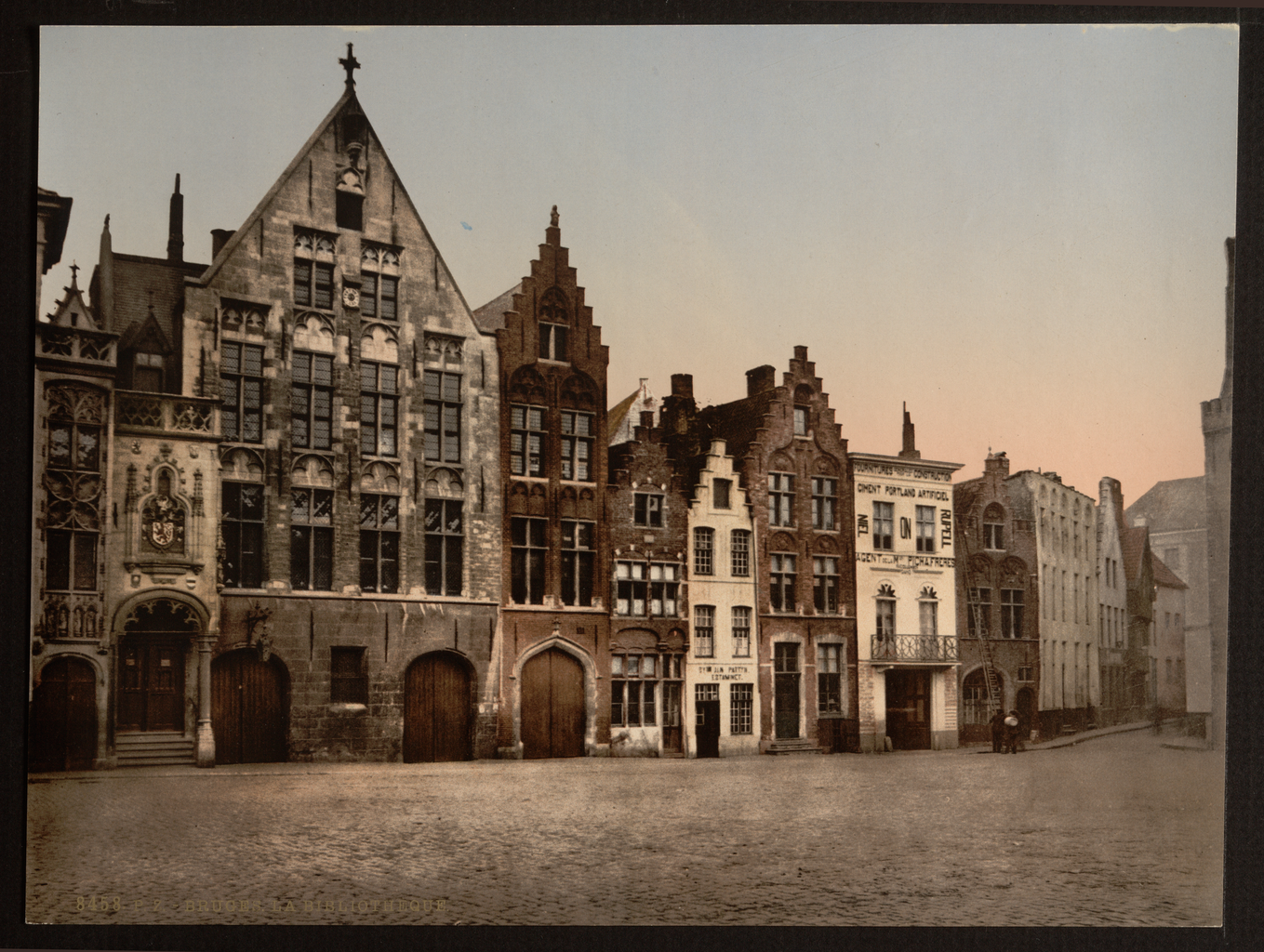
Op de bovenverdiepingen van het middeleeuwse Tolhuis op de Jan van Eyckplaats was de openbare bibliotheek van de stad Brugge gevestigd van 1884 tot 1986.
(foto genomen tussen 1890 en 1900)

Openbare en privébibliotheken in Brugge die hun boekenbezit voor onderzoekers, studenten en belangstellenden openstellen, zijn talrijk.  
Hier zijn bibliotheken vermeld waarvan het aanbod beperkter is. Vaak gaat het om gespecialiseerde bibliotheken, waar men werken aantreft die misschien niet in grotere bibliotheken aanwezig zijn, of die men in een kleinere bibliotheek sneller ter consultatie zal kunnen opvragen of misschien zelfs ontlenen. Ook zijn er de bibliotheken die als handzaam werkinstrument dienstdoen als begeleiding bij archiefonderzoek.

## Bibliotheek van het Stadsarchief Brugge
Stadsarchief, Civiele Griffie, Burg, Brugge

### Beschrijving
De bibliotheek van het Brugse stadsarchief, die tot doel heeft de leeszaalbezoekers ondersteuning te geven bij hun onderzoek, bestaat uit ca. 9.000 naslagwerken, onderverdeeld in rubrieken zoals Brugse monografieën, bronnenpublicaties, archivistiek, lokale geschiedenis van gemeenten buiten Brugge, huizengeschiedenis, hulpwetenschappen, preciosa (drukken ouder dan 1830) Een aantal is in de leeszaal in open kasten opgesteld.
De werken waarover de bibliotheek beschikt kunnen worden opgezocht via de bestaande catalogus. Ze hebben in hoofdzaak betrekking op algemene geschiedenis, op geschiedenis van de stad Brugge en ommeland en op archieven. Een aantal proefschriften voor het behalen van de graad van licentiaat of doctor in de geschiedenis, die berusten op onderzoek in het stadsarchief, zijn vaak alleen hier in Brugge te vinden.
De bibliotheek bezit 71 oude drukken uit 16de tot 18de eeuw, alsook een grote 19de-eeuwse collectie.
Daarnaast bezit de bibliotheek een 100-tal periodieken. Het zijn vooral historische en heemkundige publicaties, tijdschriften in verband met Brugge en tijdschriften over archiefwetenschap.

### Interne link
- Stadsarchief Brugge

## Bibliotheek van het Rijksarchief in Brugge
Predikherenrei 4A, 8000 Brugge

### Beschrijving
Het Rijksarchief te Brugge beheert de overgedragen archieven van openbare besturen in de gerechtelijke arrondissementen Brugge, Ieper en Veurne, gedeeltelijk van de provincie West-Vlaanderen, van afgeschafte instellingen uit het ancien régime en van notarissen binnen dit ressort. Daarnaast ook archieven van gemeenten, kerkfabrieken en OCMW's, polders en wateringen, bedrijven en vooraanstaande families en politici uit de regio. 
Daarbij hoort een historische studiebibliotheek met circa 20.000 titels en een zeer uitgebreide kaartenverzameling. De bibliotheek staat in dienst van het archiefonderzoek. Men vindt er onder meer de meest volledige verzameling in Brugge van inventarissen van archieffondsen in België en in het buitenland.
De bibliotheek bezit ook ongeveer 200 oude drukken uit de 18de eeuw en vroeger, afkomstig uit archiefbestanden. 
Het archief en de bibliotheek van naslagwerken (in de leeszaal opgesteld) zijn voor iedereen toegankelijk tijdens de gewone werkuren. De catalogus (samen met die van alle andere vestigingen van het Rijksarchief) is online te consulteren op de website met de catalogus van het Rijksarchief.

### Interne link
- Rijksarchief te Brugge

## Bibliotheek van de Musea in Brugge
Mariastraat 36, 8000 Brugge

### Beschrijving
Deze bibliotheek is uitgegroeid van een beperkte consultatiebibliotheek voor de museumconservators tot een uitgebreide bibliotheek die, dankzij de inzet van voornamelijk hoofdconservator Aquilin Janssens de Bisthoven een heel wat grotere omvang en inhoud heeft gekregen. Rond 1965 werd de boekenverzameling van archivaris Michiel English verworven en sindsdien is op professionele wijze de bibliotheek georganiseerd en uitgebreid.
De verzameling boeken en tijdschriften behandelt uiteraard voornamelijk kunsten en kunstenaars, musea en tentoonstellingen, collecties overal ter wereld en museumwetenschap.
De bibliotheek is openbaar en voor iedereen toegankelijk tijdens de werkuren en mits afspraak met de bibliothecaris. 

## Bibliotheek van de Kunstacademie van Brugge
Katelijnestraat, Brugge

### Beschrijving
Deze bibliotheek bezit 10.000 à 15.000 titels, evenals een belangrijk archief, waarin een ganse reeks 18de-eeuwse eindwerken van leerlingen in bewaard worden.

## Bibliotheek van het Stedelijk Conservatorium Brugge
Sint-Jakobsstraat 23, 8000 Brugge

### Beschrijving
De bibliotheek is in de loop van de afgelopen 150 jaar opgebouwd op basis van schenkingen en aankopen. Ze bezit circa 3.000 titels, waaronder 108 kostbare drukken met ongeveer 50 werken van voor 1800. Naast boeken bezit de bibliotheek een muziekcollectie van meer dan 20.000 titels, onder meer de collecties Joseph Ryelandt, Van den Borre, de Peñeranda en kanunnik Paul François. 
De bibliotheek is toegankelijk mits afspraak.

## Bibliotheek van het OCMW in Brugge
Professor Dr. J. Sebrechtsstraat, 8000 Brugge

### Beschrijving
Het OCMW-Brugge heeft twee belangrijke musea in eigendom: het Memlingmuseum en het Museum van de Potterie. Daarnaast draagt deze instelling zorg voor een belangrijk oud archief.
Ingevolge een politiek akkoord werd in 1990 het beheer van de twee OCMW-musea overgedragen aan de stad. Het OCMW bleef eigenaar. Ook de museumbibliotheek werd door de stad overgenomen en werd geïntegreerd in de bibliotheek van de Brugse musea. 
Het OCMW draagt nog steeds zorg voor zijn historisch en hedendaags archief, evenals voor het kunstpatrimonium dat zich niet in de twee voornoemde musea bevindt. Het oudste archiefdocument is gedateerd 1185.
Na 1990 is met bescheiden middelen opnieuw een handbibliotheek opgebouwd, voornamelijk bestaande uit recente boeken en tijdschriften met betrekking tot de geschiedenis van Brugge, archivistiek en kunsthistorische publicaties.
Deze is, zoals het archief, consulteerbaar. Afspraak met de archivaris is gewenst.

## Medische bibliotheek AZ Sint-Jan
Algemeen Ziekenhuis Sint-Jan, (15de verdieping), Ruddershove, 8000 Brugge

### Beschrijving
Deze bibliotheek is er in de eerste plaats voor alle gezondheidswerkers van het eigen ziekenhuis en daarbuiten. Ze is ook door alle andere geïnteresseerden consulteerbaar, mits voorafgaande afspraak.
Voor de medici staan een 40-tal courante medische tijdschriften ter beschikking (vanaf 1966 tot heden), evenals recente medische standaardwerken in het Engels, recente medische handboeken in het Nederlands en de Franstalige EMC Techniques Chirurgicales. 
Voor de verpleegkundigen zijn een 20-tal verpleegkundige tijdschriften ter beschikking, vanaf 1980 aangevuld met een 10-tal eerstelijns medische periodieken. Er zijn ook specifieke verpleegkundige boeken beschikbaar.
Voor de paramedici zijn er een 15-tal revalidatie- en psychologische tijdschriften beschikbaar, samen met een uitgebreide reeks gespecialiseerde handboeken.
De gegevensbank 'Medische Bibliotheek' bevat de boeken en tijdschriften aanwezig in de bibliotheek. De boeken kunnen worden opgezocht per auteur, op titel of onderwerp. De tijdschriften kunnen worden opgezocht op titel.
Veel gegevens zijn online opvraagbaar.
De bibliotheek is dagelijks bezoekbaar tijdens kantooruren.

## Bibliotheek van de Orde van Advocaten Brugge
Gerechtsgebouw, Kazernevest 4, 8000 Brugge

### Beschrijving
De bibliotheek werd vanaf 1874 opgebouwd door de Brugse Orde van Advocaten, door aankopen en door schenkingen en legaten vanwege advocaten en magistraten, meer bepaald vanwege stafhouder Désiré Van der Meersch.
De bibliotheek bezit circa 500 werken uit de 15de tot 18de eeuw, alsook circa 600 uit de 19de eeuw (vooral collecties en tijdschriften). Voor juridische onderwerpen, zowel in boekvorm als door de aanwezigheid van talrijke gespecialiseerde tijdschriften wordt de actualiteit van nabij opgevolgd. Hierdoor is dit verreweg de belangrijkste juridische bibliotheek in het arrondissement Brugge.
In het justitiepaleis dat in 1977 werd in gebruik genomen is aan de bibliotheek een ruime plaats toegewezen. Ze staat ter beschikking van advocaten en magistraten. Voor buitenstaanders is de bibliotheek toegankelijk op aanvraag.

## Bibliotheek van de Kamer van Notarissen van West-Vlaanderen, Brugge
Huis der notarissen, Spanjaardstraat, 9, Brugge

### Beschrijving
De bibliotheek van het Huis van de notarissen kan men als een 'historische' bibliotheek beschouwen, gezien beslist werd de collecties niet meer verder aan te vullen. In de jaren zeventig van de vorige eeuw werd vastgesteld dat de bibliotheek weinig gebruikt werd door de notarissen, die zelf de nodige naslagwerken bezaten. Deze tendens is uiteraard nog toegenomen door de explosie van de elektronische informatie.
De aankoop van boeken werd rond 1975 stopgezet. Vanaf 2000 werden alle abonnementen beëindigd.
De bibliotheek bevat boeken en tijdschriften over het notariaat, burgerlijk recht en handelsrecht, fiscaal en administratief notarieel recht. 
De meeste boeken dateren uit de 19e en de eerste helft van de 20e eeuw. De basis van de collectie was de aangekochte bibliotheek van advocaat Maurice Hoste (1886-1959).
Voor raadpleging kan men zich wenden tot de Griffie van het Notarishuis.

## Bibliotheek van het Bisdom
Heilige-Geeststraat 4 en Goezeputstraat, Brugge

### Beschrijving
Naast de belangrijke bibliotheek die in het Grootseminarie is gehuisvest, heeft het Bisschoppelijk Paleis en archief ook nog een eigen bibliotheek.
Deze bibliotheek is opgebouwd op basis van privébibliotheken van de opeenvolgende bisschoppen, van kloosterbibliotheken, van de bibliotheek van het Klein Seminarie Roeselare en van schenkingen. In 1955 werd een groot deel van de historische collectie overgebracht naar de bibliotheek van het Groot Seminarie in Brugge
De bibliotheek bevat 266 oude drukken van 16de tot 18de eeuwen (waaronder 5 postincunabelen) en 1.747 drukken uit de 19de eeuw.
De bibliotheek is, net als het archief, ongeveer elke werkdag toegankelijk, bij voorkeur mits afspraak vooraf.

## Bibliotheek van het Engels Klooster
Carmersstraat 85, 8000 Brugge

### Beschrijving
Het Engels Klooster, ook genaamd Priorij van Nazareth, congregatie die behoort tot de kanunnikessen augustinessen van Windesheim, beschikt over een bibliotheek met stevige wortels.
De catalogus toont aan dat het om een bibliotheek gaat die hoofdzakelijk gewijd is aan religieuze literatuur en spiritualiteit: Augustiniana, Thomas à Kempis, Moderne Devotie, Jan van Ruusbroec, Windesheim, Thomas More, enz.
De bibliotheek bezit 672 oude drukken van voor 1800 en ongeveer 5.000 drukken uit de 19de eeuw. In totaal telt de bibliotheek meer dan 20.000 titels.
De bibliotheek is op afspraak toegankelijk.

## Bibliotheek van de Hospitaalzusters van Sint-Jan
Oude Oostendse Steenweg 45, 8000 Brugge

### Beschrijving
De bibliotheek is de verzameling van de Zusters van het Sint-Janshospitaal. Het gaat om missalen en getijdenboeken, de Regel van St. Augustinus, religieuze literatuur.
De bibliotheek bezit 28 werken uit de periode 1600-1800 en een groot aantal 19de-eeuwse drukken.
De bibliotheek is op afspraak toegankelijk.

## Bibliotheek van de Karmelieten
Ezelstraat 28, 8000 Brugge

### Beschrijving
Deze bibliotheek van grotendeels religieuze literatuur, is over een periode van drie en een halve eeuw tot stand gekomen door schenkingen, aankopen, overdrachten vanuit andere kloosters en legaten.
De bibliotheek bezit zes boeken uit de 15de eeuw, 70 uit de 16de eeuw, circa 1.000 uit de 17de en 18de eeuw en meer dan 2.000 uit de negentiende eeuw.
De bibliotheek is toegankelijk op afspraak. 

## Bibliotheek van het Karmelklooster
Schuttersstraat, 5-7, 8000 Brugge

### Beschrijving
De bibliotheek is samengesteld uit werken afkomstig van schenkingen of van aankoop, sedert de stichting in 1626 bijeengebracht. Het gaat hoofdzakelijk om religieus werk. 
De bibliotheek is in principe niet toegankelijk. Men kan zich wenden tot de verantwoordelijke.

## Bibliotheek van het Monasterium de Wijngaard
Begijnhof 30, 8000 Brugge

### Beschrijving
De bibliotheek kwam tot stand vanaf 1927, toen de nieuwe kloostercongregatie werd opgericht. Het gaat hoofdzakelijk om boeken over religieuze onderwerpen. De oudste aanwezige druk dateert van 1596.
De bibliotheek is toegankelijk op aanvraag.

## Bibliotheek van de Zusters van Spermalie
Snaggaardstraat 9, 8000 Brugge

### Beschrijving
De bibliotheek was oorspronkelijk die van Charles Carton, stichter van de kloostercongregatie. Ze bevat historische literatuur, religieuze werken, doven- en blindenopvoeding.
De bibliotheek bezit talrijke drukken uit de 16de tot 19de eeuw, met als oudste een drukwerk uit 1512.
De bibliotheek is toegankelijk mits voorafgaande afspraak.

### Bron
- Catalogue des livres manuscrits et documents originaux formant la bibliothèque de feu Monsieur Charles Louis Carton, chanoine des cathédrales de Bruges et de Paris, directeur de l'institut des sourds-muets à Bruges, Brugge, 1866.

### Interne link
- Spermalie

## Bibliotheek van de Zusters Dominicanessen
Vlamingdam 34, 8000 Brugge

### Beschrijving
Bij de heroprichting van het klooster, dat tijdens de Franse Revolutie was opgeheven, werd een nieuwe bibliotheek aangelegd. Ze bevat hoofdzakelijk religieuze literatuur met de klemtoon op de dominicaanse spiritualiteit.
De bibliotheek bezit onder meer twee oude handschriften, 156 oude drukken uit de 16de tot 18de eeuw en 374 drukken uit de 19de eeuw.
De bibliotheek is in principe niet toegankelijk voor buitenstaanders. Men kan altijd contact opnemen met de verantwoordelijke.

## Bibliotheek van de Koninklijke Gidsenbond van Brugge & West-Vlaanderen
Kleine Hertsbergestraat 3, 8000 Brugge

### Beschrijving
Deze bibliotheek bezit 
- een uitgebreide collectie boeken over Brugge en omgeving
- een rijke collectie tentoonstellingscatalogussen
- werken over kunst en toegepaste kunst
- tijdschriften met betrekking tot geschiedenis, cultuur en kunst.

Het ontlenen is voorbehouden aan de leden.

## Bibliotheek van de Gidsenkring van Brugge en West-Vlaanderen
Het Zweerd, Zwarteleertouwersstraat 10, 8000 Brugge

## Bibliotheek van het Brugs Ommeland - Koninklijke Heemkundige Kring Maurits van Coppenolle vzw
De Zorge, Moerkerkse Steenweg 194, 8310 Brugge

### Beschrijving
De bibliotheek bevat een 2000-tal werken die hoofdzakelijk de plaatselijke geschiedenis, volkskunde en heemkunde betreffen.
Ze bezit een honderdvijftigtal verschillende heemkundige en geschiedkundige tijdschriften waarvan een groot aantal ontsloten zijn op artikel (ongeveer 80.000 artikels).

### Interne link
- Brugs Ommeland

## Bibliotheek van de Vereniging voor Familiekunde Brugge
De Vlaamse Vereniging voor Familiekunde, afdeling Brugge, beschikt over een bibliotheek (en archief) aan de Kleine Hertsbergestraat die zich toespitst op gegevens over Brugge en het Brugse ommeland, meer algemeen over West-Vlaanderen, met werken en documentatie over onder meer: Parochieregisters en Burgerlijke Stand - Staten van Goed, Wezerijakten en Boedelbeschrijvingen - Genealogieën en Kwartierstaten - Volkstellingen, penningcohieren e.a. namenlijsten - Poortersboeken, weerbare mannen, cijnsboeken - Geschiedkundige, heemkundige en genealogische diversen - Geschiedenis en Recht - Inventarissen - Documentatie en hulpmiddelen voor het opmaken van een stamboom of familiegeschiedenis - Heraldiek -tijdschriften over geschiedenis, heemkunde en genealogie.
De bibliotheek is open tijdens de openingsuren van het secretariaat (worden meegedeeld op de website van de vereniging)